# Grete Berger

Grete Berger (ca. 1907)

Grete Berger, gebürtig Margarethe Berg, (geboren 11. Februar 1883 in Jägerndorf, Österreichisch-Schlesien; gestorben am 23. Mai 1944 oder wenig später im KZ Auschwitz) war eine österreichisch-deutsche Schauspielerin.

## Leben

### Theater und Film
Grete Berger erhielt ihre Ausbildung bei der Schauspiellehrerin Rosa Roth in Wien. Ihr Bühnendebüt gab sie am 1. September 1903 in Berlin am Neuen und Kleinen Theater. 1904 erhielt sie ein Engagement am Deutschen Theater unter Max Reinhardt.
Hier agierte sie in jugendlichen Charakterrollen. 1911 unternahm sie zusammen mit Reinhardts Ensemble zu Aufführungen des Stücks König Ödipus Gastspielreisen nach Prag und St. Petersburg. Zu ihren Rollen in Berlin gehörten Puck in Ein Sommernachtstraum, die Titelrolle von Hugo von Hofmannsthals Elektra, Désirée in Richard Beer-Hofmanns Der Graf von Charolais, Marikke in Hermann Sudermanns Johannisfeuer und Rahel in Die Jüdin von Toledo.
1913 und 1914 stand sie für mehrere Stummfilme vor der Kamera und wurde mit der weiblichen Hauptrolle der Komtess Margit Schwarzenberg in dem Kinoklassiker Der Student von Prag bekannt. Regisseur Stellan Rye besetzte sie auch in anderen seiner Inszenierungen, mehrfach Schauergeschichten, die oftmals der Feder von Hanns Heinz Ewers, Grete Bergers damaligem Lebensgefährten, entstammen. Bei Kriegsausbruch 1914 wandte sie sich wieder ganz der Bühne zu und spielte unter anderem 1928 die Amme in einer Inszenierung von Romeo und Julia. Im Film erhielt sie in den 20er Jahren in einigen bedeutenden Produktionen, darunter mehrfach Inszenierungen Fritz Langs, nur noch sehr kleine Rollen. Nach ihren letzten Stummfilm Das Land ohne Frauen, der bereits einige Tonpassagen aufwies, wurde Berger im Kino nicht mehr beschäftigt.

### Verfolgung und Tod
Der Machtantritt durch die Nationalsozialisten bedeutete für die verehelichte Jüdin Grete Berger das endgültige Ende ihrer künstlerischen Karriere. Sie floh mit ihrem Mann nach Italien, wo sie von den deutschen Besatzungsbehörden im Zuge der allgemeinen Hatz auf Juden am 7. April 1944 in Rom verhaftet wurde. Ihre Deportation in ein nationalsozialistisches Konzentrationslager war für den 10. April 1944 vorgesehen. Deutsche Stellen überstellten Margarete Berger in das jüdische Sammel- und Durchgangslager Fossoli nahe Carpi. Dort traf sie auf ihren langjährigen Kollegen aus beider gemeinsamer Zeit an Reinhardts Deutschem Theater, Jacob Feldhammer. Von Fossoli deportierte die deutsche Besatzungsmacht beide Künstler am 16. Mai 1944 in das KZ Auschwitz, wo Grete Berger wie auch Feldhammer kurz nach der Ankunft am 23. Mai 1944 ermordet wurde.

## Filmografie (Auswahl)
- 1913: Der Verführte
- 1913: Die ideale Gattin
- 1913: Der Student von Prag
- 1913: Die Augen des Ole Brandis
- 1913: Der Ring des schwedischen Reiters
- 1913: Ein Sommernachtstraum in unserer Zeit
- 1913: Evinrude
- 1914: Erlkönigs Tochter
- 1921: Die Geheimnisse von Berlin
- 1921: Der müde Tod
- 1921: Menschen im Rausch
- 1922: Dr. Mabuse, der Spieler (2 Teile)
- 1922: Die Intrigen der Madame de la Pommeraye
- 1922: Phantom
- 1922/24: Die Nibelungen, 1. Teil: Siegfried
- 1923: Der Geisterseher
- 1923: Die grüne Manuela
- 1923: Der steinerne Reiter
- 1923: Das alte Gesetz
- 1925: Die Aßmanns
- 1926: In Treue stark
- 1926: Metropolis
- 1928: Spione
- 1929: Das Land ohne Frauen